# Centralni bantu jezici zone D
Centralni bantu jezici zone D (privatni kod: cbnt) skupina od (32) centralnih bantu jezika iz Demokratske Republike Kongo, i po jedan u Ugandi, Sudanu i Srednjoafričkoj Republici. Predstavnici su:
a. Bembe (D.50) (2): bembe, buyu;
b. Bira-Huku (D.30) (14): amba, bera, bhele, bila, bodo, budu, homa, kaiku, kango, komo, mbo, ndaka, nyali, vanuma;
c. Enya (D.10) (4): enya, lengola, mbole,  mituku;
d. Lega-Kalanga (D.20) (11): bali, beeke, hamba, holoholo, kanu, kwami, lega-mwenga, lega-shabunda, lika, songoora, zimba;
e. Nyanga (D.40) (1): nyanga

## Vanjske poveznice
- Ethnologue (14th)
- Ethnologue (15th)